# 阿列克斯·博戈莫洛夫
小亚历山大·亚历山德罗维奇·“阿列克斯”·博戈莫洛夫（英語：Aleksandr Aleksandrovich Bogomolov Jr.，1983年4月23日—）是一位俄裔美籍已退役職業網球運動員，2002年轉職業。曾参加2012年夏季奥林匹克运动会，结果在单打第二轮遭淘汰。

## 外部連結
- 阿列克斯·博戈莫洛夫（英文/西班牙文）的官方資料
- 阿列克斯·博戈莫洛夫的國際網球總會 職業／青少年 官方資料（英文）
- 阿列克斯·博戈莫洛夫的官方資料（英文）